# Kloveniersdoelen (Dordrecht)

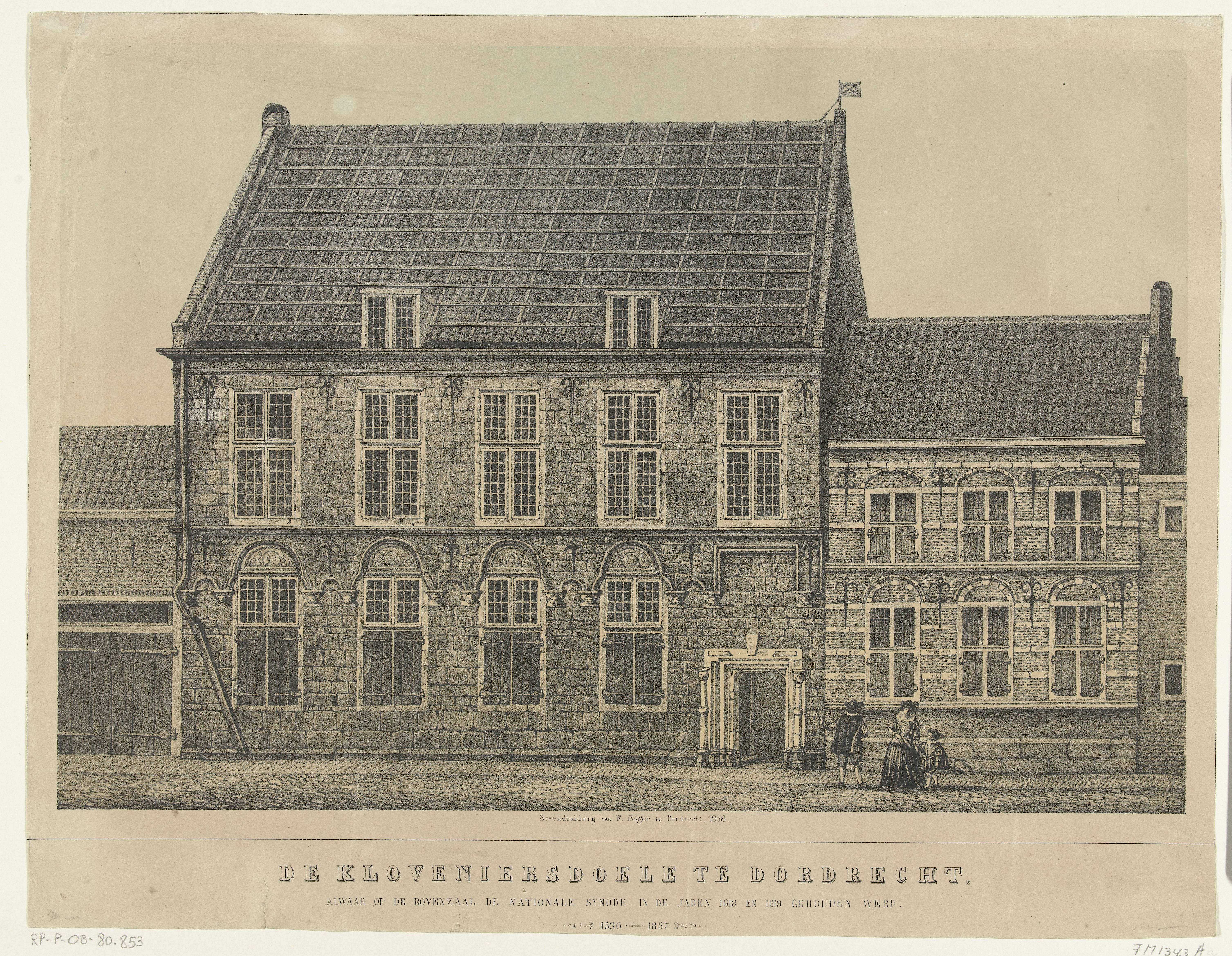
Kloveniersdoelen in Dordrecht

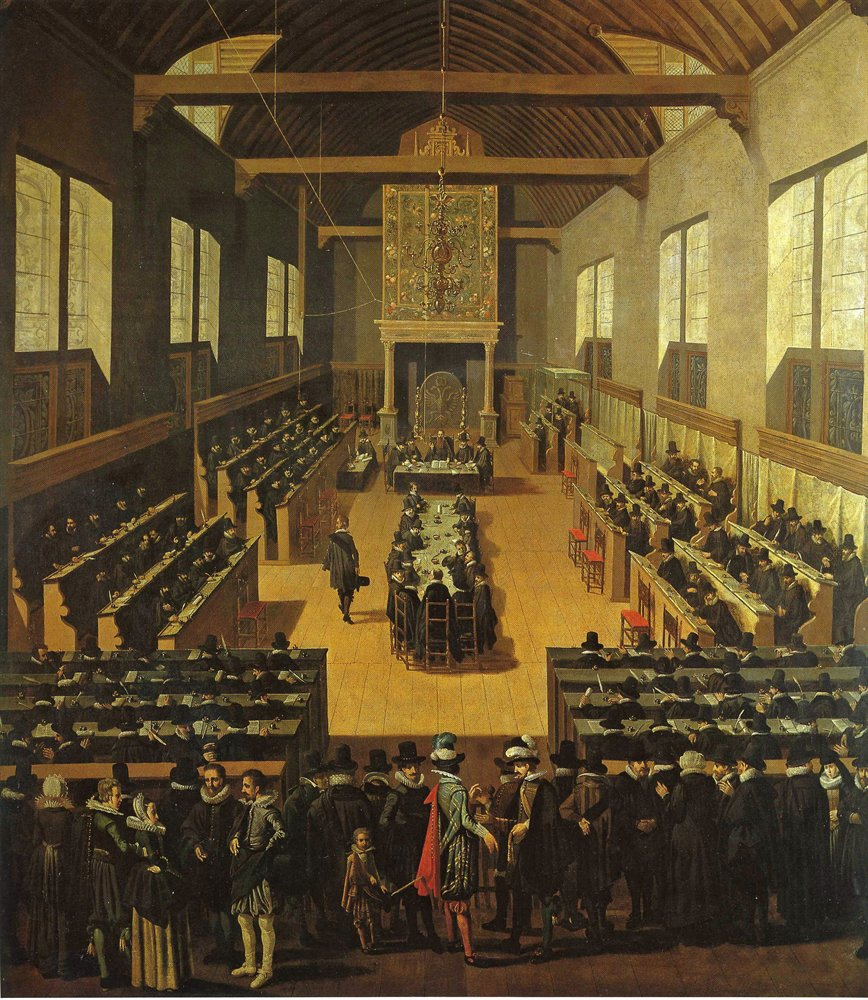
Pouwels Weyts de Jonge (1585-1629): De vergadering van de Nationale Synode in de Sebastiaansdoelen in Dordrecht, 1618-1619, 1621. De Arminianen zitten als aangeklaagde partij aan de tafel in het midden. Afbeelding is van de bovenzaal van het voorhuis van de Kloveniersdoelen, de plaats waar de zittingen werden gehouden, maar de titel van het doek vermeldt Sebastiaansdoelen?

De Kloveniersdoelen was een gebouwencomplex in Dordrecht, op de hoek van de Stek en de Doelstraat. De doelen diende als verzamelplaats en oefenruimte voor een aantal compagnieën van de plaatselijke schutterij. Deze schutters waren bewapend met een primitief musketgeweer dat bus of klover (van het Franse couleuvrine) genoemd werd, vandaar de naam "kloveniers".
De Kloverniersdoelen was het grootste wereldlijke gebouw in Dordrecht. Het fungeerde als clubgebouw van een van de Dordtse schuttersgilden.
Er bestaat een aquarel van Pieter Leonardus Vuijck uit omstreeks 1850 waarop de achterkant van de Kloveniersdoelen vanaf het Stek te zien is. Daar lagen de schietbanen. Het voorhuis, waar de Synode van Dordrecht in de bovenzaal werd gehouden, stond aan de Doelstraat. Naast het achterhuis bevond zich een achtkantige toren. Daarop was in vroegere tijd een draaibare overdekte ruimte gemonteerd; de zogenaamde "Draai-om". In zijn tijd was dit een toeristische attractie. Op een bankje gezeten kon de bezoeker een groot deel van het panorama van Dordrecht en omgeving aan zich voorbij zien komen.
Van 1618 tot 1619 werd in Kloveniersdoelen hier de Synode van Dordrecht gehouden. Tussen 13 november 1618 en 15 april 1619 vonden er op de bovenverdieping van het voorhuis 180 zittingen plaats. Deze grote zaal met oplopende banken is meermalen afgebeeld. In de Grote Kerk is nog een miniatuurversie te zien van de Kloveniersdoelen.
Toen de schutterijen werden opgeheven verloor het gebouw zijn bestemming. Het gebouw werd niet meer dagelijks gebruikt en kreeg te lijden onder achterstallig onderhoud.
Toen men in Dordrecht in het midden van de 19e eeuw behoefte kreeg aan een gevangenis, besloot het liberale establishment ondanks protesten van vooral rechtzinnig hervormden de Kloveniersdoelen af te breken. De gevangenis kon dan naast het gerechtsgebouw aan het Steegoversloot komen te staan. In 1857 werd het gebouw gesloopt. De karakteristieke "Draai-om" was toen al verdwenen. Deze gevangenis is in 1977 op zijn beurt afgebroken en vervangen door het huidige gebouw van de Dordtse rechtbank.
Van de Kloveniersdoelen is bijna niets bewaard gebleven. In het Dordrechts Museum kan men nog de schoorsteenmantel met klassieke zwaardvechters ('Vechtende Mannen-schouw') zien. Ook herinnert een plaquette in de Doelstraat, die door toenmalig SGP/ChristenUnie fractievoorzitter Henk Mostert werd onthuld, nog aan de historische plaats waar de Kloveniersdoelen heeft gestaan.

## Voetnoten
1. ↑  Deze natuurgetrouwe maquette werd in 1992 door leerlingen van de ds. Balthasar Lydiusmavo overgedragen aan de permanente expositie over de Nationale Synode 1618-1619 (zie hier).
2. ↑  Er verscheen o.a een protestgedicht van C.W. van Rije,  waarvan de laatste regels als volgt luidden: "Groet voor het laatst dit puin, dat m' aan uw oog vertoont! Eerlang zal 't geslacht aan later Naneef toonen: 'Eertijds heeft Godes Kerk, haar zetel hier gewoond!".
3. ↑  http://www.nd.nl/artikelen/2009/juli/24/plaquette-herinnert-aan-synode-dordrecht